# Erebochlora cerasii
Erebochlora cerasii là một loài bướm đêm trong họ Geometridae.